# Zandt (Denkendorf)
Zandt ist ein Ortsteil der Gemeinde Denkendorf im oberbayerischen Landkreis Eichstätt in Oberbayern.

## Geographie
Der Ort liegt auf der Hochfläche der südlichen Frankenalb östlich des Gemeindesitzes Denkendorf und der Bundesautobahn 9 und der Schnellfahrstrecke Nürnberg–Ingolstadt.

## Geschichte
Bei Zandt sind Hügelgräber nachgewiesen.
Historisch bedeutsam ist die Lage des Orts am römisch-germanischen Grenzwall, dem Limes. Überreste davon sind auch noch in der Nähe von Zandt zu sehen.
Die erstmalige Erwähnung von Zandt geht in das Jahr 1245 zurück: In dieser Zeit soll ein adeliges Geschlecht hier seinen Sitz gehabt haben. In der Auseinandersetzung um das Hirschberger Erbe wurde „Zant mit dem Burgstall (= Burgstelle)“ im Gaimersheimer Schiedsspruch 1305 dem Hochstift Eichstätt zugesprochen.
1306 erhielt Ritter Otto von „Zant“ und sein gleichnamiger Sohn einen Hof als bischöflichen Lehen, aber nur als Leibgeding, aus dem vielleicht durch Rechtsverdunkelung ein Dauerlehen und aus diesem ein Eigen wurde. 1347 wurde die Hofstatt an Ulrich von Abensberg weitergegeben. In der Folgezeit waren die Eigentums- und Rechtsverhältnisse in Zandt verworren. Ende des 14. Jahrhunderts hatte Heinrich Zanter ein Drittel des Gerichtes zu Zandt inne. 1407 waren die Hochstiftsrechte im Dorf auf die Hofstatt des Meiers zusammengeschrumpft. Aus dem Jahr 1428 ist bekannt, dass Wilhelm Leninger die Hofmark an das Benediktinerkloster Plankstetten verkaufte. In der Zeit um 1430 gehörte Zandt zum Schlossgut Schönbrunn; die Herren von Zandt hatten sich nämlich auch in Prunn (seit 1875 Schönbrunn) niedergelassen. 1453 wird ein Kunz Zanter zu Prunn erwähnt. In den Jahren von 1472 bis 1519 waren die Zandter Lehnsträger der Herren von Heideck.
1572 wurde die Hofmark mit 30 Untertanen vom Kloster Plankstetten an den fürstlichen Proviant- und Zahlmeister Georg David Wegmacher in Ingolstadt verkauft, der das nahe Gut Schönbrunn besaß. Von da ab blieb die Hofmark Zandt mit der Hofmark Schönbrunn vereinigt; Schönbrunn und Zandt bildeten eines der wenigen Patrimonialgerichte in der Region. Im Dreißigjährigen Krieg wurde der Ort 1632 von den Schweden gebrandschatzt. 1781 ist eine Schule in Zandt erwähnt.
1809 wurde Zandt mit Winden und Breitenhill zu einem Steuerdistrikt zusammengefasst. 1812 wurden die Hofmark Zandt und das Gut Schönbrunn unter dem neuen Besitzer Baron Carl Ernst von Gravenreuth (er hatte Zandt und Prunn von Thomas Joseph Freiherr von Pechmann erstanden) zu einem Ortsgericht zu Prunn vereinigt, das auch die damaligen Einzelhöfe Riedberg und Ochsenweid umschloss und 1814 obrigkeitlich genehmigt wurde. Infolge dieser Neubildung kam Zandt aus dem Landgericht und Rentamt Riedenburg zum Landgericht und Rentamt Ingolstadt, zu dem Schönbrunn bereits gehörte. Am 16. August 1817 kaufte der Herzog von Leuchtenberg und Fürst von Eichstätt, Eugène de Beauharnais, die Hofmarken Zandt und Schönbrunn dem Nachbesitzer Clement Graf von Leyden ab, um seiner großen Jagdleidenschaft besser frönen zu können. 1819 wurde das Dorfgericht Schönbrunn/Zandt aufgelöst und die beiden Gemeinden wurden dem Herrschaftsgericht Kipfenberg einverleibt. 1833 fielen mit dem Ende des Leuchtenbergischen Fürstentums Schönbrunn und Zandt an die bayerische Krone zurück. Von da ab übte das Landgericht Kipfenberg die Gerichtsbarkeit aus. 1841 erreichte Herzog Maximilian von Leuchtenberg die Wiederherstellung des Patrimonialgerichts Schönbrunn/Zandt. Dieser Zustand dauerte allerdings nur bis 1848, als wieder Kipfenberg für das Gerichtswesen zuständig wurde.
Am 1. April 1971 wurde der bis dahin selbstständige Ort im Zuge der bayerischen Gebietsreform nach Denkendorf eingemeindet.

## Schloss Zandt
Das Zandter Schloss, das Ritter Otto von Zandt gehörte, lag nordwestlich von Zandt auf einer Felsenkuppe, laut Flurkataster als „Schloßberg“ bezeichnet. Der Burggraben, der an der Nordseite zu erkennen war, wurde 1973 im Zuge der Kanalisation zugeschüttet.

## Katholische Pfarrkirche St. Leonhard

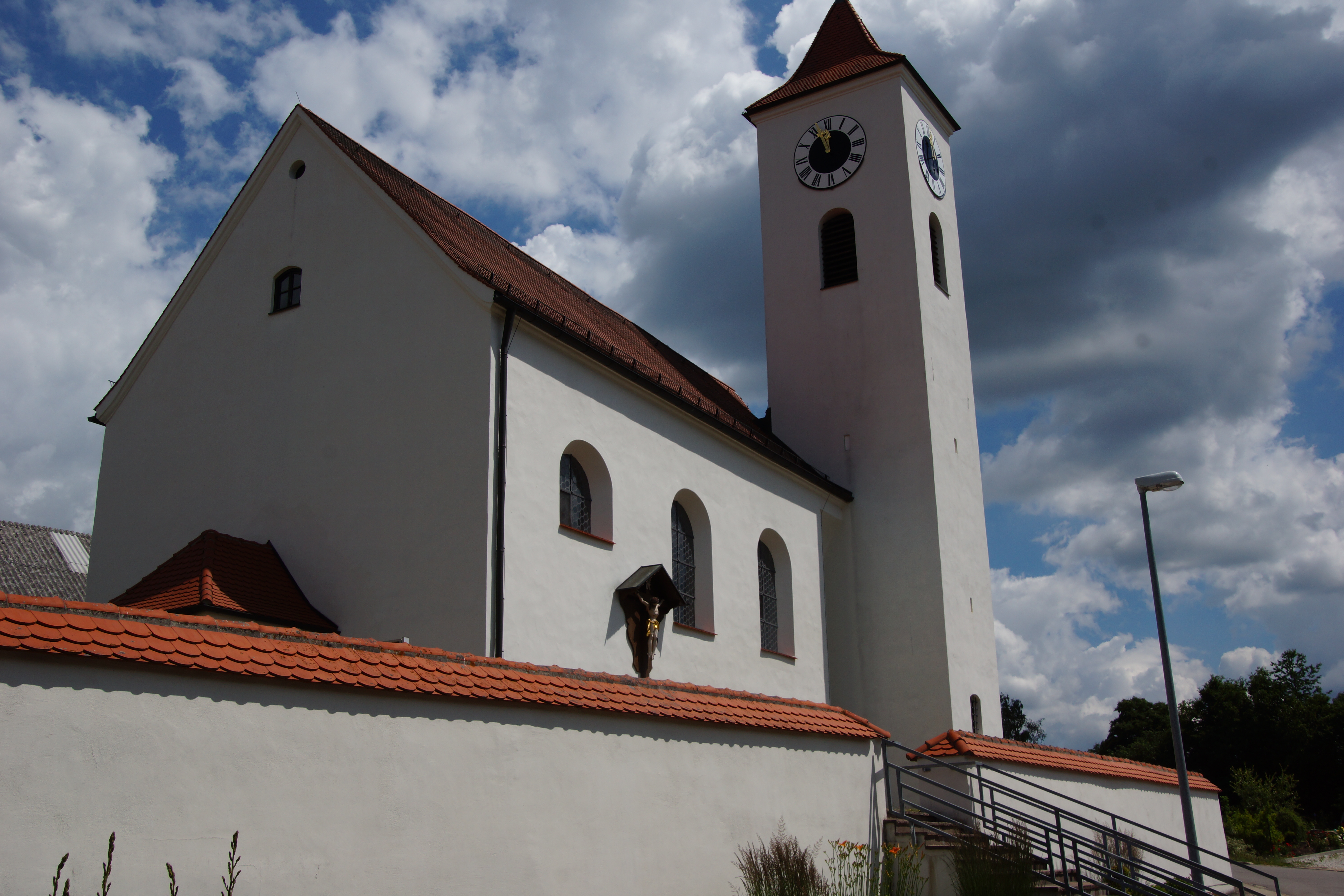
Pfarrkirche St. Leonhard

Ein Dokument von 1556 besagt, dass Zandt zu dieser Zeit von Dörndorf aus kirchlich betreut wurde; später (1602) erfolgte die Pastorierung von Schelldorf aus. Eine Zandter Kirche wird erstmals im Jahre 1601 genannt; damals war sie, dem Kirchenpatron entsprechend, von einer eisernen Kette umgeben. Dieser Bau wurde 1728 abgebrochen und 1729 (Grundsteinlegung) neu errichtet. Die Konsekration fand 1736 statt. 1739 schenkte die Witwe des damaligen Hofmarksherren, Maria Katharina von Remoschi (Remowsky), der Zandter Kirche einen Kreuzpartikel. 1777 wurde der Kirchturm von 1696, der ein Satteldach zwischen Treppengiebeln hatte, abgerissen, 1821 neu aufgeführt und 1947/48 um sechseinhalb auf insgesamt 27 Meter erhöht; der heutige Abschluss ist ein vierseitiger, gedrungen wirkender Ziegelhelm.
St. Leonhard war eine Filialkirche von Denkendorf; seit der Erhebung der Expositur (oberhirtlich genehmigt am 12. September 1919; Bau des Expositurhauses 1920) zur Pfarrei am 1. Mai 1945 ist sie Pfarrkirche für 625 Katholiken (Stand: 2007). Die letzte Renovierung erfolgte 2009. Der Kirchenpatron steht als kleine Holzfigur aus der Mitte des 15. Jahrhunderts in einem großen Strahlenkranz im Hauptaltar, der mit seinen zwei Säulen und zwei Pilastern dem Frührokoko um 1730 angehört. Die Seitenaltäre, dem hl. Johannes von Nepomuk und dem hl. Wendelin geweiht, entstanden im Barock um 1670; auf dem linken stehen drei spätgotische Holzfiguren (hl. Nikolaus, hl. Maria, ein heiliger Mönch, alle um 1510) von „beachtlicher Qualität“ (Zecherle, S. 64). Die barocke Rosenkranzmadonna am Chorbogen entstand um 1680. Der 15-teilige „ansprechende Kreuzweg“ (Zecherle, S. 64) wurde 1767 von Anton Köll (Köhl) aus Kipfenberg querformatig gemalt. Die barocke Kanzel kam um 1680 in die Kirche, sie erhielt 1730 ornamentale Hinzufügungen. Ein Rokoko-Epitaph erinnert an Joseph Heinrich Freiherr von Bechmann, Hofmarksherr zu Brunn und Zandt, eine klassizistische Tafel an Joseph Tobias von Bechmann, beide 1981 durch Spenden von Nachkommen renoviert. Die Orgel stammt ebenfalls von 1981, sie wurde von der Münchner Firma WRK Orgelbau in ein barockes Gehäuse eingebaut und ersetzte die Bittner-Orgel von 1908.
1948 kamen vier neue Stahlglocken aus Bochum in den erhöhten Kirchturm.
1626 gründete sich als religiöser Zusammenschluss von Hirten die Zandter St. Leonhard-Bruderschaft. 1952/53 wurde letztmals der Brauch des Leonhardi-Umrittes gepflegt. 1995 wurde ein neu erbauter kirchlicher Kindergarten mit angrenzendem Pfarr- und Jugendheim eingeweiht.

## Wirtschaft
In früheren Jahren waren in Zandt Krugbäcker ansässig, die sich ihre Werkstoffe aus der Tegelgrube oder aus der Hoffnerlehmgrube beschafften. Einige dieser gebrannten Schüsseln und Wasserflaschen haben sich bis heute erhalten. Weiterhin ist bekannt, dass in Zandt bis ins 19. Jahrhundert Kohlenmeiler brannten. Davon zeugen heute noch alte Flur- bzw. Straßennamen wie Kohlbrunnen und Kohlplatte. Mit der Verarbeitung von Jurakalkplatten begann 1907 ein bis heute anhaltender Industriezweig; der Zandter Steinbruch, der im Besitz des Wittelsbacher Ausgleichsfonds ist, wird allerdings seit 1967/68 nicht mehr ausgebeutet. Heute ist Zandt überwiegend eine Wohngemeinde. Die wichtigsten Wirtschaftszweige sind die Automobilindustrie (Audi AG in Ingolstadt), das Handwerk und die Landwirtschaft (1983 acht Vollerwerbs- und 33 Nebenerwerbsbetriebe).

### Einwohnerentwicklung
| Jahr | Einwohner | Anteil an den Einwohnern der Gemeinde Denkendorf |
| ---- | --------- | ------------------------------------------------ |
| 1800 | 273       |                                                  |
| 1900 | 476       |                                                  |
| 1993 | 719       | 18 %                                             |
| 1998 | 764       | 18 %                                             |
| 2002 | 833       | 18 %                                             |
| 2004 | 792       | 18 %                                             |
| 2010 | 766       | 18 %                                             |
| 2015 | 888       | 18 %                                             |
| 2016 | 915       | 18 %                                             |

| Jahr | Einwohner | Anteil an den Einwohnern der Gemeinde Denkendorf |
| ---- | --------- | ------------------------------------------------ |
| 2017 | 925       | 18 %                                             |
| 2018 | 908       | 18 %                                             |
| 2019 | 970       | 19 %                                             |
| 2020 | 964       | 19 %                                             |
| 2021 | 939       | 18 %                                             |

## Vereine
- Der VfB Zandt mit den Sparten Fußball, Volleyball und Turnen wurde 1948 gegründet. Die Fußballabteilung spielt in der Saison 2019/2020 nach mehreren Auf- und Abstiegen wieder in der B-Klasse Donau/Isar. Auch den jüngeren Fußballfreunden bietet der VfB die Möglichkeit, in unterschiedlichen Altersklassen von klein auf dem Fußballsport nachzugehen. Der Verein beteiligt sich außerdem durch vielfältige Veranstaltungen an einem multikulturellen Dorfleben.
- Die Limesschützen Zandt e.V. wurden 1923 gegründet. Der Verein bestand bis zur Unterordnung und Vereinheitlichung des Vereinslebens durch die Machthaber im nationalsozialistischen Deutschland. Nach Ende des Krieges verbot die US-Militärregierung bis zum Jahre 1950 jegliche Vereinstätigkeit. Im Jahre 1968 fand in Zandt der Schießsport wieder Freunde und man ging an die Wiedergründung des Vereins. Seit 2002 bereichert die Theatergruppe Zandt die Aktivitäten der Limesschützen. Alljährlich finden mehrere Aufführungen eines Lustspiels statt. Die 1. Mannschaft der Limesschützen schießt in der Gauoberliga, die 2. Mannschaft befindet sich in der A-Klasse 3, die 3. Mannschaft in der D-Klasse 3 und die 4. Mannschaft in der Sektion Denkendorf.
- Obst- und Gartenbauverein
- Freiwillige Feuerwehr (neues Feuerwehrhaus im Jahr 2000 errichtet)
- Bläser
- Männerchor (seit 1970)
- Zweigverein des Katholischen Deutschen Frauenbundes
- Krieger-, Soldaten- und Kameradenverein

## Verkehr
Durch den Ort führt der Deutsche Limes-Radweg. Er folgt dem Obergermanisch-Raetischen Limes über 818 km von Bad Hönningen am Rhein nach Regensburg an der Donau.
Auch der Limeswanderweg verläuft durch Zandt.

## Persönlichkeiten
- Wilhelm Reitzer (1917–2007), römisch-katholischer Geistlicher und Leiter der europäischen Hilfsfonds in Wien